# 荷西·法格拿·施華·達·路斯
荷西·法格拿·施華·達·路斯（José Fágner Silva da Luz，或簡稱法格拿（Fágner），1988年5月25日—），是一名巴西足球運動員，任職攻擊中場。法格拿現效力K聯賽球隊釜山IPark。
在2011年7月，法格拿以借用方式由巴西乙組足球聯賽球隊薩爾蓋魯轉投K聯賽球隊釜山IPark，2011年7月23日，他在K聯賽面對水原三星射入兩球而聞名，在賽季結束後，法格拿正式加盟釜山。